# Papir eròtic de Torí
El Papir Eròtic de Torí (Papir 55001, també conegut com el Papir Eròtic o el Papir de Torí) és un antic papir egipci creat aproximadament al 1500 aC. Descobert a Deir al-Madinah a principis del S.XIX, ha estat anomenat “la primera revista per a homes del món”. Mesura 260 cm per 25 cm i consta de dues parts, en una d'elles apareixen dotze vinyetes amb representacions de posicions sexuals.
En l'actualitat el papir es conserva en el Museu Egipci de Torí a Itàlia.